# The Era
The Era è stata una rivista settimanale pubblicata a Londra dal 1838 al 1939.

## Storia
Il primo numerò uscì domenica 30 settembre 1938. Per alcuni anni continuò ad uscire alla domenica, poi si passò al martedì. Originariamente di informazione generale, attualità e politica, era rivolto soprattutto al pubblico dei frequentatori dei pubs. Dopo alcuni anni cessò di trattare di politica e i principali argomenti diventarono lo sport, le attività della massoneria inglese e soprattutto il teatro.
Un osservatore contemporaneo (ca. 1850) osservava: "A quest'ultimo argomento The Era ha sempre dedicato gran parte del suo spazio. Per quanto riguarda la quantità e accuratezza delle informazioni sul mondo del teatro, supera nettamente qualsiasi altro settimanale".
In una articolo promozionale del 1856, The Era sosteneva di essere « il più grande giornale del mondo, contenente 64 colonne di testo compatto e in piccoli caratteri ... l'unico settimanale che abbina i pregi di un giornale sportivo di prima qualità a quelli di una rivista indirizzata alle famiglie. Alla letteratura e al teatro, sia a livello nazionale che locale, è dedicato più spazio che in qualsiasi altra rivista. L'informazione operatica e musicale, sia nazionale che internazionale, è sempre molto ricca ed interessante ».
The Era diminuì gradualmente di popolarità ed importanza fino a raggiungere tirature molto basse, e cessò le pubblicazioni subito dopo l'inizio della seconda guerra mondiale.